# Graphiopsis
Graphiopsis är ett släkte av svampar. Graphiopsis ingår i familjen Davidiellaceae, ordningen Capnodiales, klassen Dothideomycetes, divisionen sporsäcksvampar och riket svampar.
|             | Hormodendrum                                |
|             |                                             |
|             | Heterosporium                               |
|             |                                             |
|             | Cladosporium                                |
|             |                                             |
|             | Acroconidiella                              |
|             |                                             |
|             | Davidiella                                  |
|             |                                             |
| Graphiopsis | \| \| Graphiopsis chlorocephala \| \| \| \| |
|             | \| \| Graphiopsis chlorocephala \| \| \| \| |
|             | Hoornsmania                                 |
|             |                                             |
|             | Graphiopsis chlorocephala                   |
|             |                                             |

|  | Graphiopsis chlorocephala |
|  |                           |